# Ernest Dickerson
Ernest Roscoe Dickerson (nascut el 25 de juny de 1951) és un director, director de fotografia i guionista nord-americà de pel·lícules, televisió i vídeos musicals.
Com a director de fotografia, Dickerson és conegut per les seves col·laboracions freqüents amb Spike Lee des que van ser companys de classe a la Tisch School of the Arts i van treballar junts en la tesi de màster de Lee el 1983. ] pel·lícula estudiantil, Joe's Bed-Stuy Barbershop: We Cut Heads, que finalment va guanyar un Student Academy Award. Dickerson va rodar les pel·lícules dirigides per Lee She's Gotta Have It (1986), School Daze (1988), Do the Right Thing  (1989), Mo' Better Blues (1990), Jungle Fever (1991) i Malcolm X (1992).
Com a director, Dickerson és conegut per thrillers i pel·lícules de terror com ara Juice (1992), Demon Knight (1995), Bulletproof (1996), Bones (2001) i No moris mai sol (2004). També ha dirigit diversos episodis de sèries de televisió aclamades, com ara Once Upon a Time, The Wire, Dexter, The Walking Dead, i Godfather of Harlem.

## Primers anys
Dickerson va néixer a Newark (Nova Jersey). Va estudiar arquitectura a la Universitat Howard, però també va fer una classe de cinema amb Haile Gerima ja que ja estava interessat en les pel·lícules. Més tard es va traslladar a Nova York per assistir al programa de cinema de la Universitat de Nova York a la Tisch School of the Arts, on va conèixer el seu company Spike Lee. El seu primer llargmetratge com a director de fotografia també va ser la primera pel·lícula de Lee, Joe's Bed-Stuy Barbershop: We Cut Heads (1983), filmada mentre tots dos encara eren estudiants. Lee va tenir en compte Dickerson i va tornar a treballar en algunes pel·lícules més com a director de fotografia de Spike Lee.

## Carrera
Després de graduar-se, Dickerson va començar la seva carrera com a director de fotografia en vídeos musicals per a Bruce Springsteen, Anita Baker i Miles Davis, i va passar a filmar Brother from Another Planet de John Sayles (1984), la seva primera pel·lícula professional com a director de fotografia.
Mentre treballava a les dues primeres temporades de la sèrie de televisió de George Romero Tales from the Darkside, Dickerson va ser càmera de la pel·lícula de concerts de John Jopson One Night with Blue Note (1985) i posteriorment va ser contactat per Spike Lee, que havia trobat el pressupost per rodar la seva pel·lícula She's Gotta Have It (1986). Dickerson va continuar la seva col·laboració amb Lee en cinc pel·lícules més, inclosa Do the Right Thing (1989). La seva darrera col·laboració va ser a Malcolm X. També va exercir com a director de segona unitat, director de fotografia i operador de càmera a la pel·lícula de guerra de Lee de 2008 Miracle at St Anna (2008).
Per a televisió, Dickerson ha dirigit diversos episodis de sèries aclamats com ara Once Upon a Time, Dexter, The Walking Dead i Treme. Fan de les pel·lícules de terror des de fa molt temps, també ha treballat amb Mick Garris tant a Masters of Horror com a Fear Itself' ' i va dirigir Demon Knight i Bones (2001).
Dickerson sempre ha volgut fer pel·lícules, i ser ell mateix director sempre ha estat un somni seu. En una entrevista a The New York Times, diu: "M'encanta rodar, però dirigir es tracta d'explicar històries", diu. "I hi ha tantes històries que vull explicar."

### The Wire
Dickerson es va unir a la tripulació del drama de HBO The Wire com a director de la sèrie segona temporada el 2003. Va dirigir l'episodi "Bad Dreams". Els ressenyadors va fer comparacions entre les pel·lícules de Spike Lee i The Wire fins i tot abans que Dickerson s'unís a la tripulació. "Bad Dreams" fou enviada a l'American Film Institute per ser considerat als seus programes de televisió de l'any i el programa va guanyar posteriorment el premi. Després d'aquest èxit, Dickerson va tornar com a director de la tercera temporada el 2004. Va dirigir l’episodi "Hamsterdam" i el final de temporada "Mission Accomplished". El 2006 va contribuir amb dos episodis més a la quarta temporada de la sèrie: "Misgivings" i el final de temporada "Final Grades". La quarta temporada va rebre un segon AFI Award i Dickerson van assistir a la cerimònia per recollir el premi. El showrunner David Simon ha dit que Dickerson és el cavall de treball de la direcció de l'espectacle i que el coneix tan bé com els productors; Simon ha elogiat la direcció de Dickerson dient que "s'entrega cada vegada".
Dickerson va tornar per a la cinquena i última temporada de la sèrie el 2008 i va dirigir l'episodi "Unconfirmed Reports".

### Treball posterior
Més tard tornaria a treballar amb David Simon, dirigint diversos episodis del drama basat en Nova Orleans Treme, inclòs el final de la temporada 2 "Do Watcha Wanna", que li va aconseguir a Dickerson un NAACP Image Award a la millor direcció d'una sèrie dramàtica.
Dickerson també va treballar amb el productor executiu i escriptor Eric Overmyer tant a The Wire com a Treme. Dickerson va dirigir l'episodi "Fugazi" per a la sèrie d'Overmyer Bosch el 2014.

## Filmografia

### Director de fotografia
Cinema
| Any  | Títol                                   | Director        | Notes                    |
| ---- | --------------------------------------- | --------------- | ------------------------ |
| 1983 | Joe's Bed-Stuy Barbershop: We Cut Heads | Spike Lee       |                          |
| 1984 | The Brother from Another Planet         | John Sayles     |                          |
| 1984 | Desiree                                 | Felix de Rooy   | Rodat en 16 mm film      |
| 1985 | One Night with Blue Note                | John Jopson     |                          |
| 1985 | Krush Groove                            | Michael Schultz |                          |
| 1986 | She's Gotta Have It                     | Spike Lee       | També actuà com a Dog #8 |
| 1986 | Almacita di desolato                    | Felix de Rooy   |                          |
| 1987 | Enemy Territory                         | Peter Manoogian |                          |
| 1987 | Eddie Murphy Raw                        | Robert Townsend |                          |
| 1988 | The Laser Man                           | Peter Wang      |                          |
| 1988 | Negatives                               | Tony Smith      |                          |
| 1988 | School Daze                             | Spike Lee       |                          |
| 1989 | Do the Right Thing                      | Spike Lee       |                          |
| 1990 | Def by Temptation                       | James Bond III  |                          |
| 1990 | Mo' Better Blues                        | Spike Lee       |                          |
| 1990 | Ava & Gabriel: Un historia di amor      | Felix de Rooy   |                          |
| 1991 | Jungle Fever                            | Spike Lee       |                          |
| 1991 | Sex, Drugs, Rock & Roll                 | John McNaughton |                          |
| 1992 | Cousin Bobby                            | Jonathan Demme  | Documental               |
| 1992 | Malcolm X                               | Spike Lee       |                          |

Telefilms
| Any  | Títol       | Director   | Notes                                                                                         |
| ---- | ----------- | ---------- | --------------------------------------------------------------------------------------------- |
| 2002 | Our America | Ell mateix | Premi Daytime Emmy per "Fotografia d'una sola càmera excepcional (pel·lícula o electrònica)". |

Sèries de televisió
| Any       | Títol                   | Director             | Episodi                            |
| --------- | ----------------------- | -------------------- | ---------------------------------- |
| 1984–1986 | Tales from the Darkside | Armand Mastroianni   | "Pain Killer"                      |
| 1984–1986 | Tales from the Darkside | James Steven Sadwith | "The Odds"                         |
| 1984–1986 | Tales from the Darkside | Michael Gornick      | "Slippage"                         |
| 1984–1986 | Tales from the Darkside | Michael Gornick      | "The Word Processor of the Gods"   |
| 1984–1986 | Tales from the Darkside | Armand Mastroianni   | "If the Shoes Fit..."              |
| 1984–1986 | Tales from the Darkside | Warner Shook         | "Grandma's Last Wish"              |
| 1984–1986 | Tales from the Darkside | Richard Friedman     | "Parlour Floor Front "             |
| 1984–1986 | Tales from the Darkside | Gerald Cotts         | "A Choice of Dreams"               |
| 1990–1991 | Law & Order             | John Whitesell       | "Prescription for Death"           |
| 1990–1991 | Law & Order             | E. W. Swackhamer     | "Subterranean Homeboy Blues"       |
| 1990–1991 | Law & Order             | Charles Correll      | "Kiss the Girls and Make Them Die" |
| 1990–1991 | Law & Order             | Martin Davidson      | "By Hooker, By Crook"              |
| 1990–1991 | Law & Order             | Michael Fresco       | "Prisoner of Love"                 |
| 1990–1991 | Law & Order             | Gwen Arner           | "A Death in the Family"            |

### Director
Cinema
- Juice (1992) (Also writer)
- Joc de supervivència (1994)
- Demon Knight (1995)
- Bulletproof (1996)
- Ambushed (1998)
- Blind Faith (1998)
- Bones (2001)
- No moris mai sol (2004)
- Double Play (2017)

Telefilms
- Futuresport (1998)
- Strange Justice (1999)
- Our America (2002)
- Monday Night Mayhem (2002)
- Big Shot: Confessions of a Campus Bookie (2002)
- Les bones relacions (2004)
- For One Night (2006)
- Last Man Standing (2011)

Sèries de televisió
| Any       | Títol                      | Episodi(s)                                                       | Ref.          |
| --------- | -------------------------- | ---------------------------------------------------------------- | ------------- |
| 1990      | Great Performances         | "Spike & Co.: Do It Acapella"                                    |               |
| 2001      | Night Visions              | "My So-Called Life and Death"                                    |               |
| 2001      | Night Visions              | "Still Life"                                                     |               |
| 2003-2008 | The Wire                   | "Bad Dreams"                                                     | [ 7 ] [ 8 ]   |
| 2003-2008 | The Wire                   | "Hamsterdam"                                                     | [ 12 ] [ 13 ] |
| 2003-2008 | The Wire                   | "Mission Accomplished"                                           | [ 14 ] [ 15 ] |
| 2003-2008 | The Wire                   | "Misgivings"                                                     | [ 17 ] [ 18 ] |
| 2003-2008 | The Wire                   | "Final Grades"                                                   | [ 19 ] [ 20 ] |
| 2003-2008 | The Wire                   | "Unconfirmed Reports"                                            | [ 23 ] [ 24 ] |
| 2004      | Third Watch                | "Greatest Detectives in the World"                               |               |
| 2005      | Miracle's Boys             | "In the Game of Life"                                            |               |
| 2005      | The L Word                 | "Luminous"                                                       |               |
| 2005      | Crossing Jordan            | "Total Recall"                                                   |               |
| 2005      | Criminal Minds             | "L.D.S.K."                                                       |               |
| 2005      | Invasion                   | "The Cradle"                                                     |               |
| 2005–2006 | ER                         | "Middleman"                                                      |               |
| 2005–2006 | ER                         | "You Are Here"                                                   |               |
| 2005–2006 | ER                         | "Reason to Believe"                                              |               |
| 2006      | CSI: Miami                 | "Silencer"                                                       |               |
| 2006      | The Evidence               | "And the Envelope Please"                                        |               |
| 2006      | Heroes                     | "Collision"                                                      |               |
| 2006      | Masters Of Horror          | "The V Word"                                                     |               |
| 2007      | The 4400                   | "The Wrath of Graham"                                            |               |
| 2007      | Tell Me You Love Me        | "Episodi 1.6"                                                    |               |
| 2007      | Weeds                      | "Release the Hounds"                                             |               |
| 2007      | Weeds                      | "The Dark Time"                                                  |               |
| 2007-2009 | Lincoln Heights            | "No Way Back"                                                    |               |
| 2007-2009 | Lincoln Heights            | "The Day Before Tomorrow"                                        |               |
| 2007-2009 | Lincoln Heights            | "Trash"                                                          |               |
| 2007-2009 | Lincoln Heights            | "Relative Unknown"                                               |               |
| 2008-2012 | Dexter                     | "Sì Se Puede"                                                    |               |
| 2008-2012 | Dexter                     | "Road Kill"                                                      |               |
| 2008-2012 | Dexter                     | "Sin of Omission"                                                |               |
| 2008-2012 | Dexter                     | "Talk to the Hand"                                               |               |
| 2008-2012 | Dexter                     | "Swim Deep"                                                      |               |
| 2008      | Eureka                     | "Show Me the Mummy"                                              |               |
| 2009      | Fear Itself                | "Something with Bite"                                            |               |
| 2009      | Medium                     | "Truth Be Told"                                                  |               |
| 2009      | Law & Order                | "Exchange"                                                       |               |
| 2009      | In Plain Sight             | "A Frond in Need"                                                |               |
| 2009      | Burn Notice                | "Truth and Reconciliation"                                       |               |
| 2009      | Burn Notice                | "Shot in the Dark"                                               |               |
| 2009      | The Vampire Diaries        | "Haunted"                                                        |               |
| 2009      | Stargate Universe          | "Earth"                                                          |               |
| 2010–2012 | Treme                      | "Right Place, Wrong Time"                                        |               |
| 2010–2012 | Treme                      | "Can I Change My Mind?"                                          |               |
| 2010–2012 | Treme                      | "Do Watcha Wanna"                                                | [ 28 ]        |
| 2010–2012 | Treme                      | "The Greatest Love"                                              |               |
| 2010–2012 | Treme                      | "Don't you Leave me Here"                                        |               |
| 2010-2014 | The Walking Dead           | "Wildfire"                                                       | [ 29 ]        |
| 2010-2014 | The Walking Dead           | "What Lies Ahead" (with Gwyneth Horder-Payton)                   | [ 30 ]        |
| 2010-2014 | The Walking Dead           | "Bloodletting"                                                   |               |
| 2010-2014 | The Walking Dead           | "18 Miles Out"                                                   |               |
| 2010-2014 | The Walking Dead           | "Beside the Dying Fire"                                          |               |
| 2010-2014 | The Walking Dead           | "Seed"                                                           |               |
| 2010-2014 | The Walking Dead           | "Welcome to the Tombs"                                           | [ 31 ]        |
| 2010-2014 | The Walking Dead           | "Too Far Gone"                                                   |               |
| 2010-2014 | The Walking Dead           | "Alone"                                                          |               |
| 2010-2014 | The Walking Dead           | "Self Help"                                                      |               |
| 2010-2014 | The Walking Dead           | "Coda"                                                           |               |
| 2014      | Once Upon a Time           | "The Jolly Roger"                                                |               |
| 2014      | Under the Dome             | "Infestation"                                                    |               |
| 2015-2020 | Bosch                      | "Chapter Four: Fugazi"                                           |               |
| 2015-2020 | Bosch                      | "Chapter Five: Mama's Boy"                                       |               |
| 2015-2020 | Bosch                      | "Gone"                                                           |               |
| 2015-2020 | Bosch                      | "Birdland"                                                       |               |
| 2015-2020 | Bosch                      | "Aya Papi"                                                       |               |
| 2015-2020 | Bosch                      | "The Sea King"                                                   |               |
| 2015-2020 | Bosch                      | "Dark Sky"                                                       |               |
| 2015-2020 | Bosch                      | "Book of the Unclaimed Dead"                                     |               |
| 2015-2020 | Bosch                      | "Salvation Mountain"                                             |               |
| 2015-2020 | Bosch                      | "Creep Signed His Kill"                                          |               |
| 2015-2020 | Bosch                      | "Copy Cat"                                                       |               |
| 2015-2020 | Bosch                      | "Some Measure of Justice"                                        |               |
| 2018      | Seven Seconds              | "Until It Do"                                                    |               |
| 2018      | Unsolved                   | "The Mack"                                                       |               |
| 2018      | I'm Dying Up Here          | "Bete Noire"                                                     |               |
| 2018      | Strange Angel              | "Sacrament of the Ancestors"                                     |               |
| 2018      | The Man in the High Castle | "Senso Koi"                                                      |               |
| 2018      | The Purge                  | "A Nation Reborn"                                                |               |
| 2018      | The Purge                  | "I Will Participate"                                             |               |
| 2018      | House of Cards             | "Chapter 69"                                                     |               |
| 2019      | Godfather of Harlem        | "Rent Strike Blues"                                              |               |
| 2019      | Godfather of Harlem        | "How I Got Over"                                                 |               |
| 2020      | Interrogation              | "Det Dave Russell vs. Eric Fisher 1983"                          |               |
| 2020      | Interrogation              | "L.A. County Psychologist Majorie Thompson vs. Eric Fisher 1984" |               |
| 2020      | Interrogation              | "Henry Fisher vs Eric Fisher 1992"                               |               |
| 2020      | Interrogation              | "Det Carol Young & Det Brian Chen vs. Melanie Pruitt 2005"       |               |
| 2020      | Interrogation              | "P.I. Charlie Shannon vs. Eric Fisher 1996"                      |               |
| 2020      | Interrogation              | "I.A. Sgt. Ian Lynch & Det. Brian Chen vs. Trey Cerano 2003"     |               |
| 2022      | Raised By Wolves           | "Seven"                                                          |               |
| 2022      | Raised By Wolves           | "The Collective"                                                 |               |
| 2022      | DMZ                        | "Advent"                                                         |               |
| 2022      | DMZ                        | "The Good Name"                                                  |               |
| 2022      | DMZ                        | "Home"                                                           |               |
| 2022–2023 | Bosch: Legacy              | "Bloodline"                                                      |               |
| 2023-2024 | The Irrational             | "Point and Shoot"                                                |               |
| 2023-2024 | The Irrational             | "Recripocity"                                                    |               |
| 2024      | Parish                     | "Kumba"                                                          |               |